# 이곡장미공원
이곡장미공원은 대한민국 대구광역시 달서구 이곡동에 위치한 근린공원으로, 붉은색 장미를 테마로 조성된 대구광역시의 공원이다.

## 역사
공원이 처음 건설된 1994년 7월 30일에는 '이곡3공원'이라는 이름이었으나, 2000년 8월 30일 '이곡분수공원'이라는 이름으로 개칭되었다. 이후 2016년 5월 10일 현재의 '이곡장미공원'으로 이름이 변경되었다.

## 시설
공원의 총 면적은 약 15,000㎡이며, 이 중 약 5,000㎡에 장미원이 조성되어 있다. 로즈로드(하트터널), 로즈가든, 로즈터널 등 다양한 장미 테마 시설이 마련되어 있다. 장미정원은 2009년에 조성되어 루지메이앙 외 122종, 총 1만 4715그루의 장미가 자라고 있으며, 매년 5월경에는 "장미꽃 필(feel) 무렵" 축제가 개최되어 다양한 종류의 장미를 구경할 수 있다.
공원 내에는 포토존과 각종 조형물이 있어 방문객들이 개성 넘치는 사진을 찍을 수 있는 공간을 제공한다. 주요 편의 시설로는 도서관, 분수대, 지압 보도, 운동기구, 화장실, 관리소, 파고라 등이 있다. 현재 이곡장미공원은 지역 주민뿐만 아니라 대구 시민과 관광객이 많이 찾는 달서구의 대표적인 관광 명소로 자리잡고 있다.

## 교통
버스 : 이곡장미공원건너 (00871)
509번, 달서 3번 (이곡장미공원 앞 정류장 하차)
지하철 :  ● 대구 도시철도 2호선 이곡역에서 도보 13분
주차장 : 이곡장미공원에는 전용 주차장이 없으며, 대신 맞은편 성서노인종합복지관 주차장을 이용할 수 있다. 행사일에는 임시 주차장으로 이곡초등학교와 성곡초등학교 운동장이 개방된다.